# Alberto I della Scala
Alberto I della Scala (né v. 1245 et mort en 1301) est un homme politique italien du XIIIe siècle

## Biographie

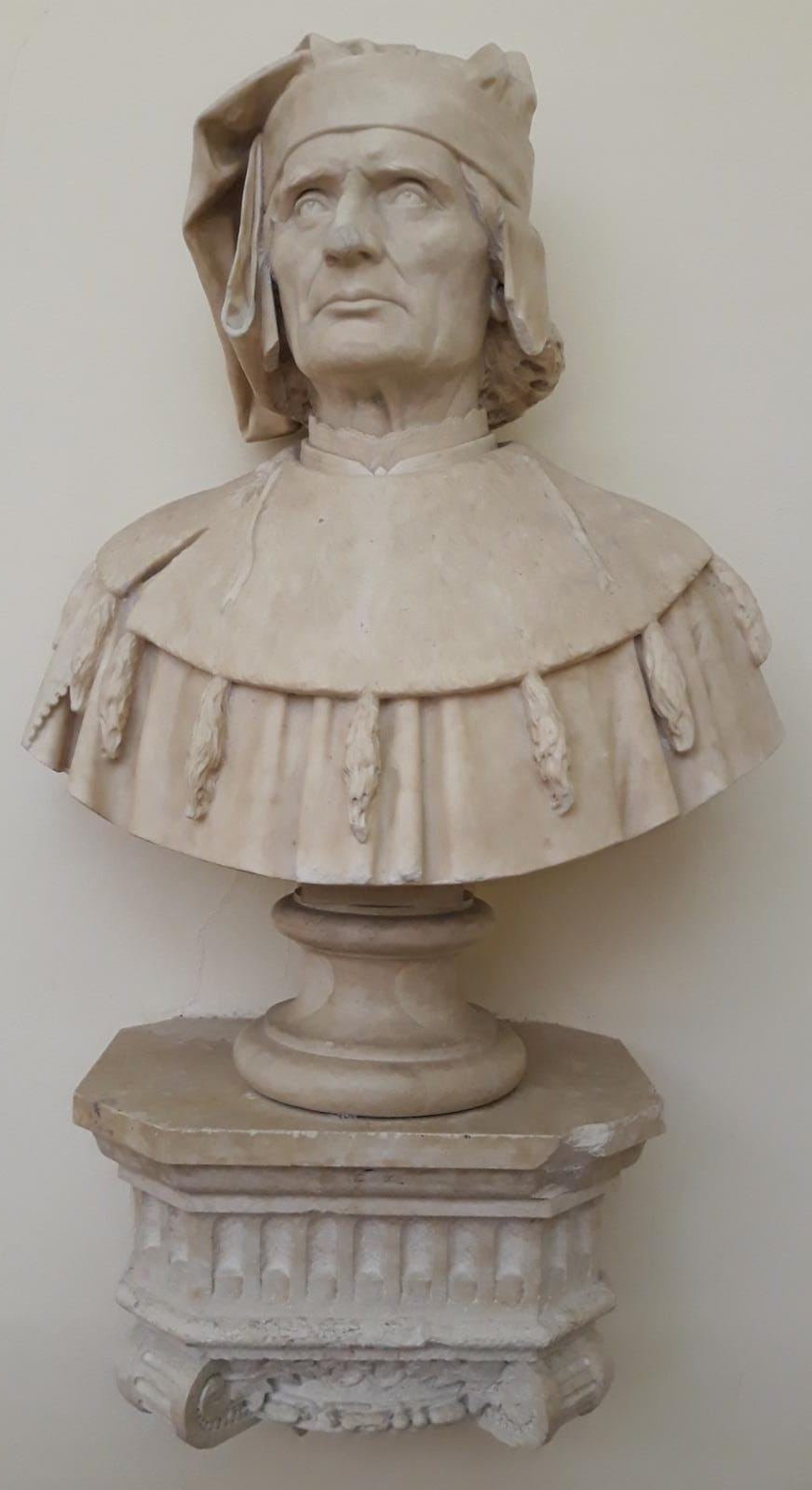
Le buste d'Alberto della Scala dans la Protomothèque de la Bibliothèque municipale de Vérone

Fils de Jacopino (ou Jacobo) della Scala, probablement issu d'une famille aisée de négociants en laine, Alberto I della Scala est, après son aîné Mastino I, le second membre de la famille des Scaliger (della Scala) à exercer, de 1277 jusqu'à sa mort en 1301, le pouvoir sur Vérone et ses possessions. Il consolide le pouvoir exercé de facto par son frère et confirme la transmission de la seigneurie au sein de la famille.

### Mort de Mastino, Alberto nommé capitaine général à vie
Le 26 octobre 1277, Mastino della Scala, qui exerce alors à Vérone, depuis une quinzaine d'années, le pouvoir de facto, est assassiné pendant qu'il traverse la piazza dei Signori. Alors qu'il ne laisse pas d'héritier et que rien n'a été prévu pour sa succession, son frère Alberto, qui assume cette année-là les fonctions de podestat à Mantoue, regagne précipitamment Vérone pour y être nommé, par acclamation populaire, « capitaine général à vie ».
Tout en respectant les formes de l'ancienne Commune, Alberto peut gouverner Vérone comme bon lui semble et en modifier les statuts. Il a la haute main sur le patrimoine de la ville, il peut intervenir sur les jugements passés par le podestat, les juges et les consuls, et ses décisions sont effectives immédiatement. En tant que podestat des Marchands, rôle qu'il assume depuis de longues années, il est le maître des décisions concernant l'économie de la cité. Les bannières des corporations et l'étendard du peuple sont déposés entre ses mains et il est placé à la tête des forces armées véronaises. Il est doté d'une garde personnelle, et il a le droit de posséder en propre des places fortes.
Alberto s'emploie tout d'abord à venger la mort de son frère. Entre le 28 octobre et le 2 novembre, pas moins de soixante exécutions  sont ordonnées. Les conjurés qui ont pu s'échapper sont poursuivis jusque dans les États voisins où ils ont cru pouvoir trouver refuge,.

### Relations avec l'Église
Après des années d'interdit, Alberto donne à l'Église des gages qui permettent à Vérone de revenir dans les bonnes grâces de Rome. Le 13 février 1278, il fait exécuter, dans les Arènes de la ville, les 166 patarins que son frère avait gardés en prison à Vérone depuis leur capture à Sirmione, deux ans plus tôt. Après quelques concessions supplémentaires exigées par le Pape Nicolas III, l'interdit est levé en octobre 1278 et les della Scala se voient restituer le château d'Illasi. Alberto entretient par la suite d'excellentes relations avec le clergé, fait reconstruire l'église de Santa Maria Magdalena et laissant, à sa mort, des donations en espèces aux ordres religieux . Il ne néglige pas de placer ses hommes dans la hiérarchie catholique locale : son fils Alboino est fait chanoine de la cathédrale en 1289. Les rejetons de la noblesse locale alliée des della Scala obtiennent également des places de choix, ainsi qu'un fils illégitime d'Alberto, Giuseppe, qu'il impose en 1292, comme abbé, aux religieux de San Zeno. Alberto disposera d'ailleurs à sa guise des biens de l'abbaye, faisant don de terres appartenant aux moines pour se concilier les bonnes grâces de la famille Bonnacolsi,.
En 1296, Alberto fait insérer dans les Statuts de la ville la bulle Contra Hæreticam Pravitatem du pape Alexandre IV, condamnant dix-neuf sortes d'hérésie et promettant leurs pratiquants au bûcher. Une dernière chance de sauver leur vie leur est donné par un décret pris simultanément qui leur ordonne de quitter Vérone séance tenante.

### Politique extérieure
La situation encore fragile de Vérone et les inclinaisons personnelles d'Alberto della Scala l'incitent à la prudence en matière de politique extérieure. Il lui est cependant impossible de rester totalement à l'écart des querelles de ses voisins.

#### Conflits avec Padoue
En juillet 1278, Trente, située à une centaine de kilomètres au nord de Vérone, se soumet à l'autorité de Padoue, qui possède déjà Vicence, à une cinquantaine de kilomètres à l'est. Dangereusement pris en tenaille, Alberto s'allie avec Meinhard, duc de Carinthie et comte de Tyrol. Ils trouvent face à eux une coalition regroupant Padoue, Brescia, Crémone, Parme, Modène et Ferrare, qui s'emparent de Cologna Veneta le 21 décembre. Au printemps suivant, cependant, les habitants de Trente se libèrent du joug de Padoue et font la paix avec Vérone. En septembre, les Brescians quittent la coalition et rejoignent l'alliance de Vérone et de Mantoue. Soulagés à l'ouest, Alberto doit faire face à une nouvelle offensive venant de l'est au printemps 1280. Ayant appelé à l'aide Trévise et Venise, Vérone peut, le 29 mai, signer la paix avec Padoue.
En 1299, les relations avec Padoue se tendent à nouveau quand Alberto est condamné à mort par les autorités municipales, probablement en raison de soupçons pesant sur lui quant à des manœuvres destinées à prendre le contrôle de Vicence. Les Padouans ne tentent cependant pas d'exécuter la sentence.

#### Politique matrimoniale
Pour consolider ses alliances avec les cités voisines, Alberto entreprend une politique matrimoniale active qui permet à la famille della Scala, d'origine modeste, de s'intégrer rapidement aux plus anciennes et plus nobles familles d'Italie.
L'inimitié entre les Scaliger (gibelins) et la famille d'Este (guelfe) s'éteint progressivement en même temps que les affrontements entre la papauté et l'Empire. En juillet 1289, Alberto marie sa fille aînée, Costanza, avec Obizzo II d'Este, dont la famille domine Ferrare depuis près d'un siècle. À la mort d'Obizzo II d'Este, il remarie Costanza à un membre de la famille Bonnacolsi, associée depuis toujours aux affaires de la ville de Mantoue. En 1291, il marie son fils aîné, Bartolomeo avec Costanza, fille de Conrad d'Antioche, le petit-fils de l'empereur Frédéric II. Le 28 décembre 1298, son second fils, Alboino, épouse Caterina, la fille de Mathieu Ier Visconti qui gouverne alors Milan. C'est d'ailleurs en compagnie de Mathieu Visconti qu'Alberto assure, dans les mois qui suivent le mariage, l'arbitrage qui permet à la famille Lambertazzi de regagner Bologne.

#### Conflit avec Ferrare
À la mort d'Obizzo II d'Este, ses trois fils se partagent son héritage. L'aîné, Azzo, s'allie avec le second, Francesco, pour chasser le troisième, Aldovrandino, qui cherche appui auprès de Padoue. En réponse, Azzo fait jouer son alliance avec Vérone (octobre 1293). Mais Alberto conclut une paix séparée avec les Padouans, puis se retourne contre Azzo et Francesco. La paix signée en faveur de Padoue, Vérone y gagne le droit tacite de reconstruire son château d'Ostiglia.

#### Alliance avec Mantoue
Les relations étroites tissées avec Mantoue du temps de Mastino se renforcent et se développent sous la domination d'Alberto. Des traités sont signés entre les deux villes en 1279 (concernant le commerce) et en 1297 (concernant l'extradition des criminels). Le renversement de Pinamonte Bonnacolsi et l'arrivée au pouvoir à Mantoue de son fils Bardellone modifient provisoirement la donne et Alberto doit intervenir dans les affaires de son allié pour protéger ses intérêts. Mobilisant ses fils Bartolomeo et Alboino, il fait déposer le jeune Bonnacolsi manu militari et met à la tête de Mantoue Guido « Botticella », un des neveux de Bardellone.

#### Expansion territoriale
Les seules expansions territoriales accomplies par Vérone sous la coupe d'Alberto sont modestes, mais importantes stratégiquement.
Profitant d'une dispute familiale à l'intérieur de la famille Castelbarco, Alberto della Scala envoie son fils Bartolomeo s'approprier les châteaux de Rovereto et de Mori. Le premier permet aux della Scala, qui verrouillent déjà la route d'Allemagne grâce à la Cluse de Vérone, de contrôler la vallée de l'Adige vers Trente, et le second de maîtriser la seule route praticable reliant le col du Brenner au nord du lac de Garde.
En 1301, à l'issue dune opération militaire menée conjointement avec Mantoue pour défendre le prince-évêque de Trente, les della Scala prennent le contrôle de la pointe nord du lac de Garde et se saisissent de Riva del Garda, de Tenno, et des localités du Val di Sarca.

### Politique intérieure

#### Institutions et opposition
Le pouvoir et la richesse des della Scala leur permettent d'entretenir un réseau de clients qui garantissent la paix civile à Vérone. 
Du point de vue institutionnel, Alberto modifie les statuts de 1777 à de très nombreuses reprises pour consolider la seigneurie. La nomination du podestat par les gastaldoni doit se faire en sa présence, le Grand conseil est porté à 600 membres sélectionnés par le podestat et le capitaine général. Des serments de fidélité à la seigneurie sont imposés au podestat et aux simples citoyens.
L'administration mise en place par Alberto se préoccupe également de la police sanitaire, faisant détruire les porcheries qui empestent la cité, bannissant les lépreux, les infirmes et les contagieux comme des criminels. Elle prohibe le travail du dimanche, réglemente le port des bijoux en public ainsi que les modalités des funérailles. Des dispositions sont prises pour améliorer la voirie, la collecte des déchets, la lutte contre les incendies.
Avec la concentration du pouvoir entre les mains des della Scala, des complots contre la vie d'Alberto sont découverts en 1286 et en 1295. En 1299, la famille doit faire face à une véritable insurrection fomentée de l'extérieur par les familles guelfes emmenées par Vinciguerra di Sambonifacio et Azzo VIII d'Este. Le complot, couvrant la cité aussi bien que les localités de la périphérie, est éventé dans le courant du mois de mai et une répression féroce s'abat sur des centaines de conjurés, qui sont selon les cas exécutés, emprisonnés, pourchassés, spoliés ou bannis. La purge réalisée à cette occasion permet deux ans plus tard à Bartolomeo de prendre la succession de son père en toute sérénité. Elle alimente parallèlement le contingent des exilés qui, de l'extérieur, et notamment de Trévise et de Padoue, vont continuer à conspirer contre les Scaliger,.

#### Préparation de la succession
En janvier 1292, les documents indiquent que Bartolomeo della Scala est Capitaine général de Vérone. Son père l'associe au gouvernement et le prépare à assurer sa succession.
En novembre 1294, après la victoire de Padoue sur Ferrare (qu'il considère comme la sienne) Alberto, ravivant les traditions des grandes cours lombardes, organise à Vérone une curia (ou corte bandita) qui incarne la puissance et le projet délibérément dynastique de la famille della Scala. Il fait confectionner à cette occasion pas moins de 1 500 capes de drap flamand ourlées d'agneau ou d'hermine qu'il offre à ses hôtes venus de toute l'Italie. Il profite de l'occasion pour faire chevalier ses fils Bartolomeo et Cangrande, son neveu Nicolò (le fils de Mastino) et deux petits-neveux Federico et Alberto, petit-fils de son défunt frère Bocca. Il prend soin d'inclure parmi les nouveaux chevaliers des membres de la famille Castelbarco, ainsi que les deux fils d'Antonio da Nogarola, assassiné en même temps que Mastino.

#### Urbanisme
Sous l'impulsion d'Alberto, la vieille ville de bois et de briques se pare du marbre des carrières de San Ambrogio. À partir de 1287, il élargit l'enceinte de la ville vers l'est pour y inclure le Campo Marzo, il se fait construire un palais via Mazzanti, installe un puits à proximité, consolide les berges de l'Adige. Il  restaure le ponte Pietra et le ponte Nuovo.

## Décès et succession
Le 1er avril 1301, débute la construction, sur la piazza delle Erbe, de la nouvelle casa dei Mercanti, toute de pierre et de marbre, qui remplace l'ancienne bâtisse de bois et de briques. Le 3 septembre de la même année, Alberto della Scala meurt. Il est enterré à côté de l'église de Santa Maria Antica, sous un petit monument où il est représenté deux fois, en chevalier sur sa monture et agenouillé devant la Vierge.
Il laisse derrière lui son épouse Verde di Salizzole († 1306), une fille et les trois fils qui vont lui succéder, selon le testament qu'il a fait rédiger, en présence de témoins, le 6 janvier 1301 : Bartolomeo, qui assurera la tutelle de ses deux cadets encore mineurs et décédera en 1304, Alboino qui mourra en 1311 et Cangrande, son préféré, qui portera la dynastie à son apogée jusqu'à sa mort en 1329.